# Krukmakargetingar
Krukmakargetingar (Eumenes) är ett släkte av steklar som beskrevs av Pierre André Latreille 1802. Enligt Catalogue of Life ingår krukmakargetingar i familjen Eumenidae, men enligt Dyntaxa är tillhörigheten istället familjen getingar.

## Bildgalleri

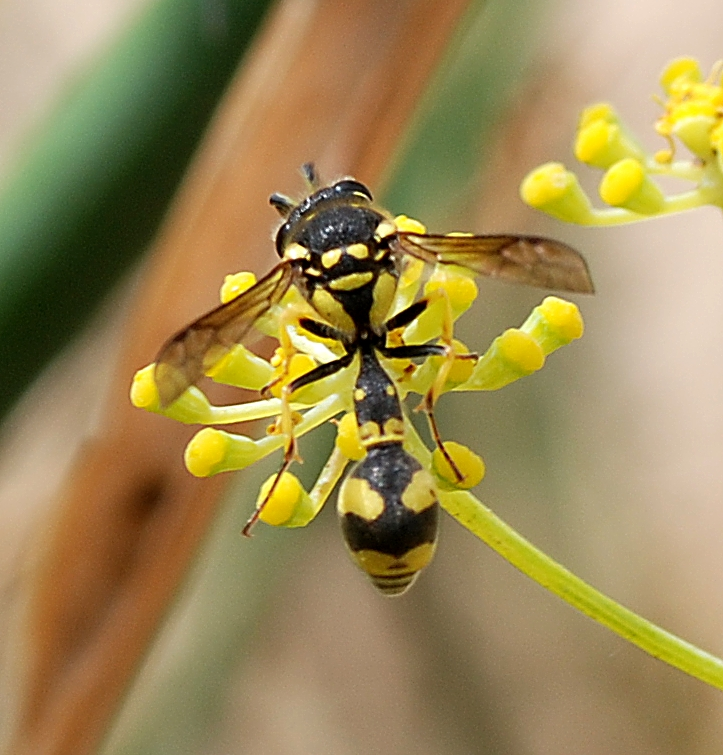
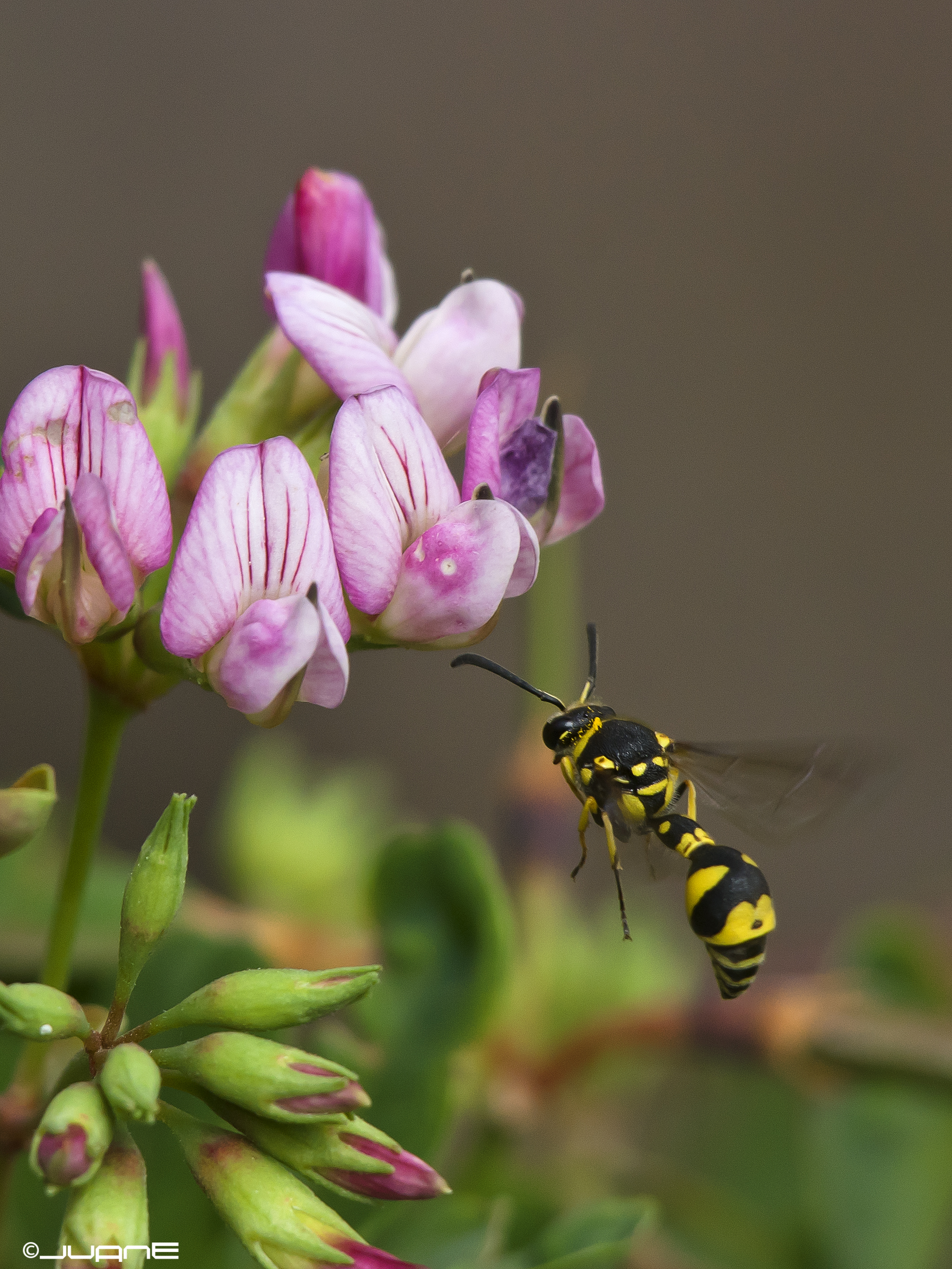
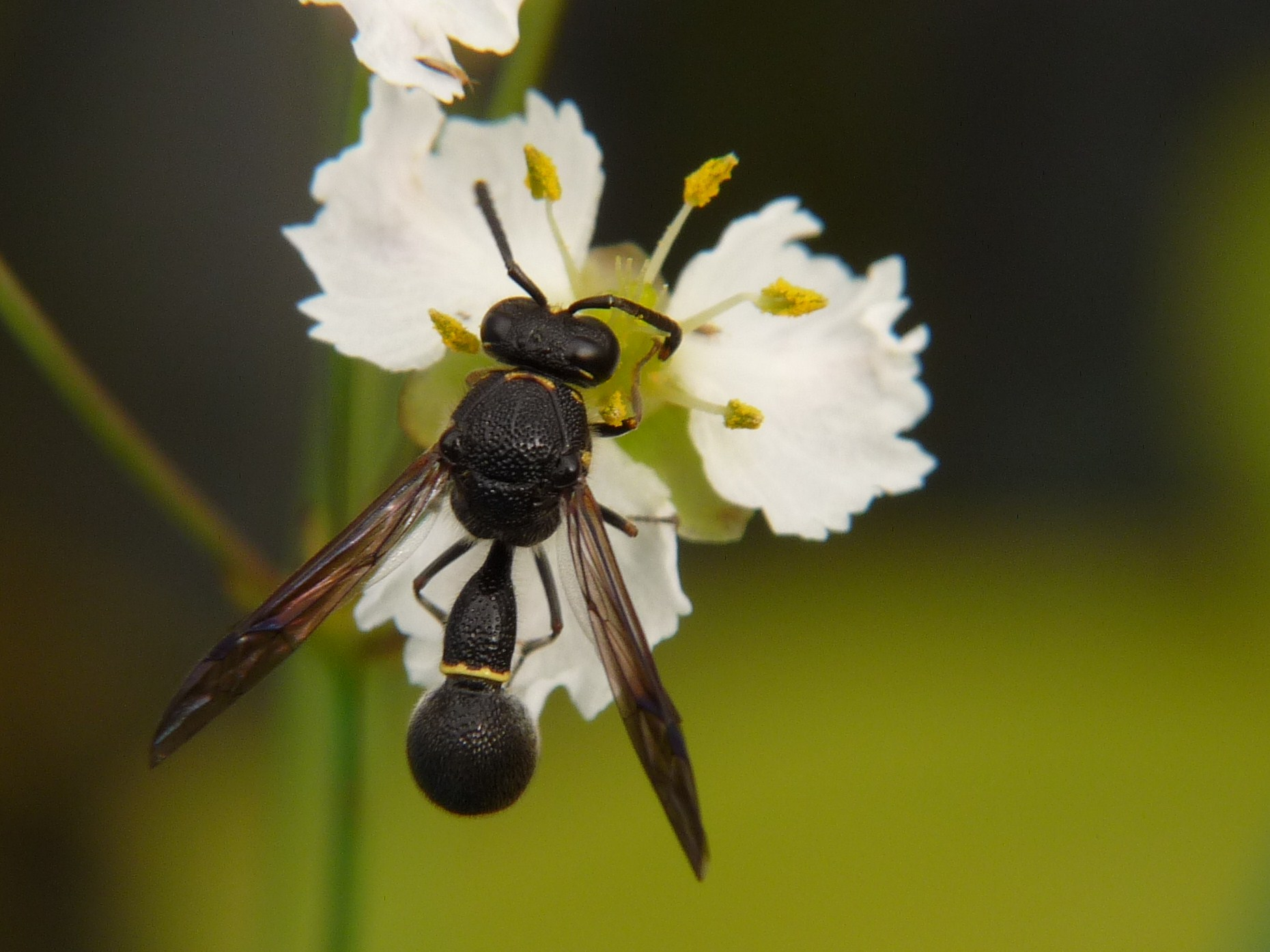
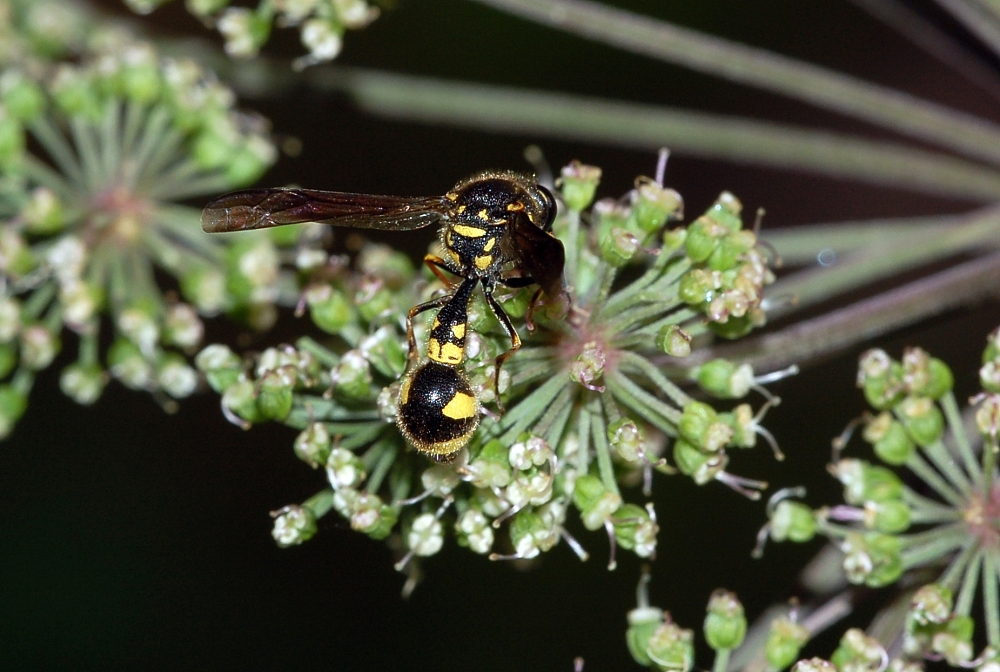
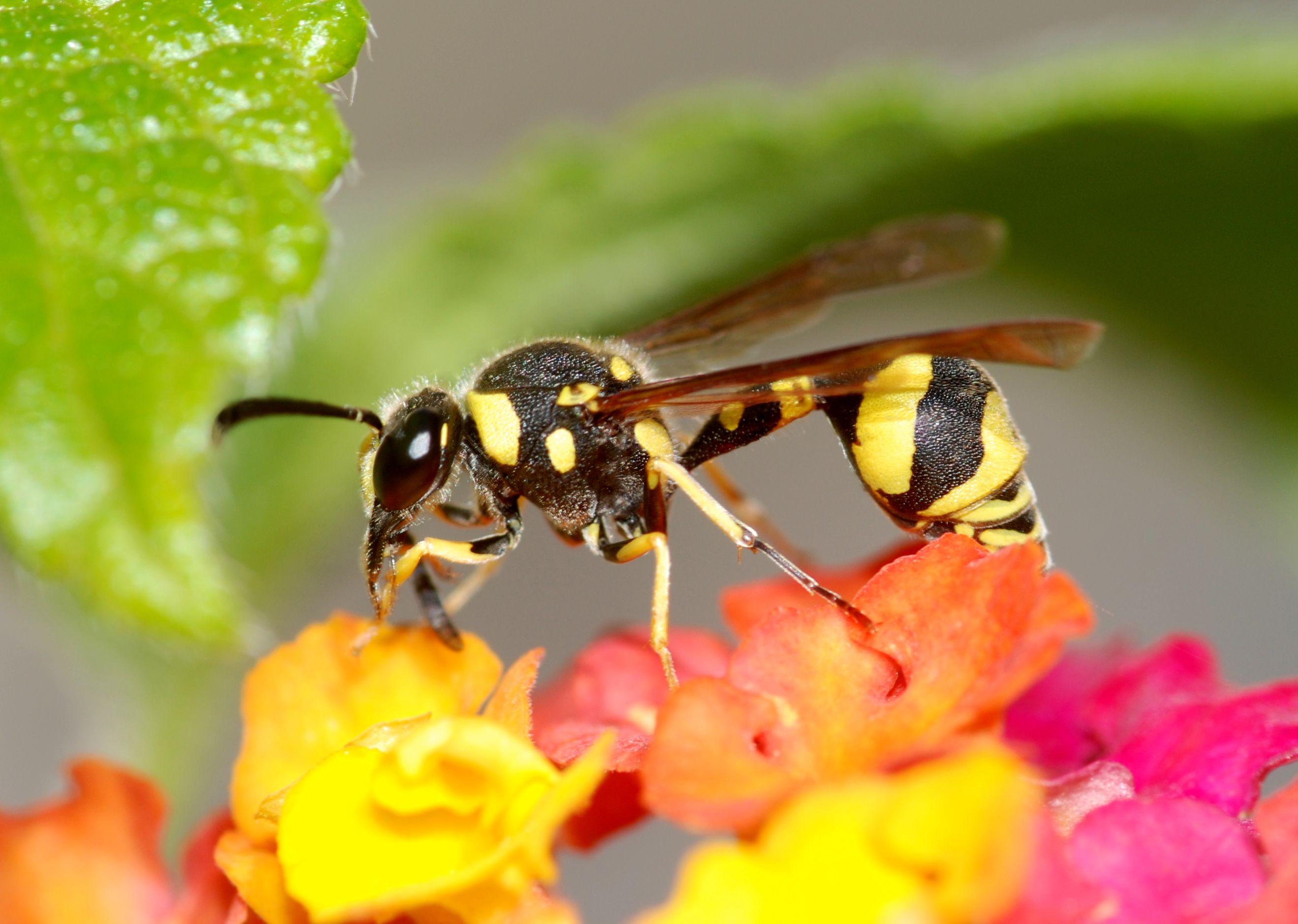
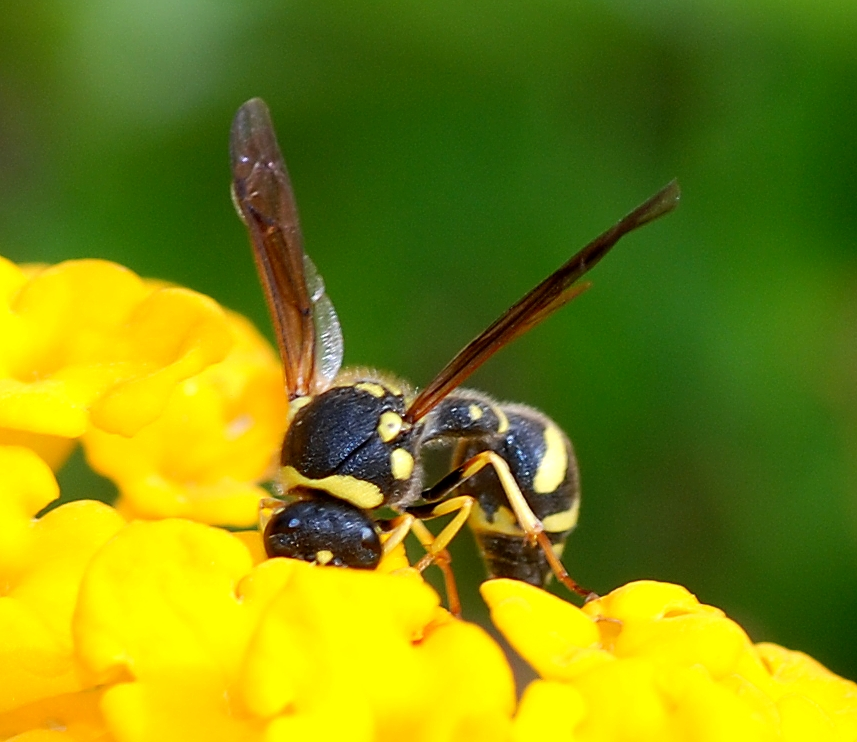

## Dottertaxa till krukmakargetingar, i alfabetisk ordning[1][2]
- Eumenes achterbergi
- Eumenes acuminatus
- Eumenes acus
- Eumenes aemilianus
- Eumenes affinissimus
- Eumenes agillimus
- Eumenes algirus
- Eumenes alluaudi
- Eumenes americanus
- Eumenes andrei
- Eumenes antennatus
- Eumenes apicalis
- Eumenes aquilonius
- Eumenes arbustorum
- Eumenes architectus
- Eumenes arcuatus
- Eumenes arnoldi
- Eumenes asiaticus
- Eumenes asinus
- Eumenes asioboreus
- Eumenes assamensis
- Eumenes atrophicus
- Eumenes aureoniger
- Eumenes aureus
- Eumenes autrani
- Eumenes belfragei
- Eumenes belli
- Eumenes bequaerti
- Eumenes bicinctus
- Eumenes bisignatus
- Eumenes blandus
- Eumenes boettcheri
- Eumenes bollii
- Eumenes bonariensis
- Eumenes brunneus
- Eumenes buddha
- Eumenes campaniformis
- Eumenes canaliculatus
- Eumenes capensis
- Eumenes caspica
- Eumenes celonitiformis
- Eumenes coarctatus
- Eumenes comberi
- Eumenes consobrinus
- Eumenes conspicuus
- Eumenes coronatus
- Eumenes coyotae
- Eumenes crassicornis
- Eumenes crimensis
- Eumenes crucifera
- Eumenes cruciferoides
- Eumenes cubensis
- Eumenes cyrenaicus
- Eumenes dilectula
- Eumenes diligens
- Eumenes dimidativentris
- Eumenes dimidiatipennis
- Eumenes dimidiativentris
- Eumenes dimidiatus
- Eumenes dorsomaculatus
- Eumenes dorycus
- Eumenes dubius
- Eumenes eburneopictus
- Eumenes enigmatus
- Eumenes erythraspis
- Eumenes erythropoda
- Eumenes excipiendus
- Eumenes exiguus
- Eumenes femoratus
- Eumenes fenestralis
- Eumenes ferruginea
- Eumenes festanus
- Eumenes filiformis
- Eumenes flavigularis
- Eumenes flavus
- Eumenes floralis
- Eumenes formosensis
- Eumenes fraterculus
- Eumenes fraternus
- Eumenes fuellebornianus
- Eumenes fulvipennis
- Eumenes fulvoides
- Eumenes fulvopilosellus
- Eumenes glacialis
- Eumenes globulosus
- Eumenes gracillimus
- Eumenes gribodianus
- Eumenes guillarmodi
- Eumenes haemorrhoidalis
- Eumenes henricus
- Eumenes hessei
- Eumenes histro
- Eumenes hottentottus
- Eumenes humbertianus
- Eumenes improvisus
- Eumenes impunctatus
- Eumenes incola
- Eumenes inconspicuus
- Eumenes indetonsus
- Eumenes inombratus
- Eumenes insolens
- Eumenes insularis
- Eumenes interpositus
- Eumenes invertitus
- Eumenes janseii
- Eumenes jarkandensis
- Eumenes kangrae
- Eumenes karafutonis
- Eumenes kashmirensis
- Eumenes kiangsuensis
- Eumenes koriensis
- Eumenes labiatus
- Eumenes latipes
- Eumenes lepeletierii
- Eumenes leptogaster
- Eumenes libycus
- Eumenes lucasius
- Eumenes lunulatus
- Eumenes luristanensis
- Eumenes lybicus
- Eumenes macedonicus
- Eumenes macrocephalus
- Eumenes macrops
- Eumenes mainpuriensis
- Eumenes makilingi
- Eumenes marginellus
- Eumenes maxillosus
- Eumenes mediterraneus
- Eumenes megalospilus
- Eumenes melanosoma
- Eumenes micado
- Eumenes micropunctatus
- Eumenes microscopicus
- Eumenes minuta
- Eumenes mongolicus
- Eumenes multipictus
- Eumenes niger
- Eumenes pachygaster
- Eumenes papillarius
- Eumenes parisii
- Eumenes pedunculatus
- Eumenes peringeyanus
- Eumenes persimilis
- Eumenes philanthes
- Eumenes pictus
- Eumenes piriformis
- Eumenes pius
- Eumenes placens
- Eumenes pomiformis
- Eumenes priesneri
- Eumenes pseudodimidiatipennis
- Eumenes pseudubius
- Eumenes punctaticlypeus
- Eumenes punctatus
- Eumenes pyriformis
- Eumenes quadratus
- Eumenes quettaensis
- Eumenes rauensis
- Eumenes relata
- Eumenes rethoides
- Eumenes robusta
- Eumenes robustus
- Eumenes roemeri
- Eumenes rotundicollis
- Eumenes rubrofemoratus
- Eumenes rubroniger
- Eumenes rubronotatus
- Eumenes rufomaculatus
- Eumenes sakalavus
- Eumenes samurayi
- Eumenes sardous
- Eumenes sareptanus
- Eumenes saundersi
- Eumenes sculleni
- Eumenes separatus
- Eumenes septentrionalis
- Eumenes sericeus
- Eumenes sichelii
- Eumenes signicornis
- Eumenes sikkimensis
- Eumenes simplicilamellatus
- Eumenes singularis
- Eumenes smithii
- Eumenes solidus
- Eumenes stenogaster
- Eumenes subpomiformis
- Eumenes tosawae
- Eumenes totonacus
- Eumenes transbaicalicus
- Eumenes tripolitanus
- Eumenes tripunctatus
- Eumenes unguiculatus
- Eumenes wagae
- Eumenes variepunctatus
- Eumenes velutinus
- Eumenes verticalis
- Eumenes viatrix
- Eumenes violaceus
- Eumenes vishnu
- Eumenes xanthaspis
- Eumenes xanthurus
- Eumenes zimmermanni